# Rebecca Rothenberg
Pour les articles homonymes, voir Rothenberg (homonymie).
Rebecca Rothenberg, née le 16 mars 1948 à New York et morte le 15 avril 1998 à Burbank, Californie, est une écrivaine américaine, auteure de romans policiers. 

## Biographie
Née dans la  banlieue immédiate de New York, elle fait ses études dans un collège de Pennsylvanie.  Elle est encore toute jeune quand elle décide d’écrire des chansons et, après avoir déménagé à Nashville, de se lancer dans une carrière de chanteuse de musique pop.  Elle renonce finalement à ce rêve et s’installe sur la Côte Ouest.  Elle s’inscrit à l’université de Californie à Los Angeles et, après quelques années, décroche un diplôme en épidémiologie et en sociologie de la médecine.  Elle travaille ensuite sur un projet de programmation informatique touchant l’épidémiologie pour l’université de Caroline du Sud, puis comme informaticienne dans le milieu de la santé publique et, à la fin des années 1980, comme assistante de recherches au Caltech, ce qui la ramène en Californie. 
À cette même époque, elle s’intéresse à la botanique, notamment aux plantes sauvages, et devient une militante pour la protection de la nature.  Dans un autre registre, elle découvre les romans de Dashiell Hammett et de Tony Hillerman. Découlant de ce double intérêt, elle publie en 1991 Des marais mortels, premier roman policier où apparaît la microbiologiste Claire Sharples. Diplômée du MIT, cette héroïne fait des recherches dans la vallée de San Joaquin quand elle se trouve mêlée à une enquête criminelle où ses connaissances en botanique lui permettront de résoudre l’énigme entourant le meurtre d’un latino-américain par un motocycliste.
Rebecca Rothenberg meurt d’un cancer au cerveau au St. Joseph’s Hospital de Burbank en 1998.
En France, le deuxième roman de la série Sharples, La Mort à la dent-de-lion, remporte le prix du roman d'aventures 2004.

## Œuvre

### Romans

#### SérieClaire Sharples
- The Bulrush Murders (1991) Publié en français sous le titre Des marais mortels, Paris, Librairie des Champs-Élysées, Le Masque. Les Reines du crime  no 2431, 2000
- The Dandelion Murders (1994) Publié en français sous le titre La Mort à la dent-de-lion, Paris, Éditions du Masque, Le Masque  no 2489, 2004
- The Shy Tulip Murders (1996)
- The Tumbleweed Murders (2001), publication posthume d’un roman achevé par Taffy Cannon

## Prix et distinctions
- Nomination au prix Agatha 1991 pour Des marais mortels.
- Nomination au prix Anthony 1991 pour Des marais mortels.
- Prix du roman d'aventures 2004 pour La Mort à la dent-de-lion.